# Thomas Klotz
 (juillet 2025).
Motif : absence de sources secondaires indépendantes centrées sur le sujet
- Archive Wikiwix
- Bing
- Cairn
- DuckDuckGo
- E. Universalis
- Gallica
- Google
- G. Books
- G. News
- G. Scholar
- Persée
- Qwant
- (zh) Baidu
- (ru) Yandex
- (wd) trouver des œuvres sur Wikidata

| 1. | Préciser le motif de la pose du bandeau. | Précisez le motif de la pose du bandeau en utilisant la syntaxe suivante : {{admissibilité à vérifier\|date=juillet 2025\|motif=remplacez ce texte par le motif}}                 |
| 2. | Informer les utilisateurs concernés.     | Pensez à avertir le créateur de l'article, par exemple, en insérant le code ci-dessous sur sa page de discussion : {{subst:avertissement admissibilité à vérifier\|Thomas Klotz}} |

 (juillet 2025).
Thomas Klotz, né le 25 mai 1977 à Seclin (Nord), est un avocat et photographe français. Ancien secrétaire de la Conférence du Barreau de Paris, il est notamment connu pour ses travaux photographiques sur les paysages du Nord, la justice française et les liens familiaux. Il publie ses ouvrages chez EYD et Maison CF, et expose notamment à la Galerie Clémentine de la Féronnière et à la Galerie Nathalie Obadia.

## Biographie
Thomas Klotz grandit entre Lille et Arras. Il découvre la photographie à l’adolescence grâce à son père instituteur, passionné d’image. Après un baccalauréat obtenu en candidat libre, il étudie le droit à l’Université Lille-II, puis obtient un DEA en droit des médias à Aix-Marseille.
Il débute sa vie professionnelle dans la production cinématographique, créant la société Sunrise Films, et participe notamment au film Le Tueur de Cédric Anger sorti en 2007.

## Carrière d’avocat
Thomas Klotz prête serment au Barreau de Paris en 2012. Il commence sa carrière auprès de Me Pascal Garbarini, avant de créer son propre cabinet, spécialisé en droit pénal, droit de la presse, droit pénal des affaires et contentieux commercial. Il plaide devant les cours d’assises et les tribunaux correctionnels, notamment dans des affaires de terrorisme, de violences, et de défense des victimes.
En 2013, il est élu secrétaire de la Conférence du barreau de Paris. Il enseigne le droit pénal à l’École de Formation du Barreau (2015–2017) et intervient à l’université dans les domaines du droit de la presse, droit du cinéma et propriété intellectuelle. Il participe également à des débats publics et médiatiques, notamment sur France Inter et dans des tribunes liées à la défense pénale.

## Carrière artistique

### Northscape (2019)
En 2019, Thomas Klotz publie Northscape aux éditions EYD. Ce projet photographique met en scène les paysages suburbains du Nord de la France, souvent vides de présence humaine, réalisés au fil de visites à son père malade. Inspiré par les photographes américains comme William Eggleston ou Lewis Baltz, le livre développe une esthétique frontale et silencieuse.

### Ève, la montagne et la jeune fille (2021)
En 2021, il publie un deuxième ouvrage, centré sur sa fille atteinte de TDAH. Ève, la montagne et la jeune fille rassemble trois années de photographies prises dans leur quotidien. L’ouvrage est accompagné d’un texte de Sophie Letourneur et d’une préface de Bernard Plossu. Il est exposé à la Galerie Nathalie Obadia.

### Justice (2022)
Le projet Justice, publié en 2022 chez Maison CF, documente l’univers judiciaire en France à travers deux années de photographies prises dans les palais de justice, centres de détention, greffes et parloirs. L’approche est artistique, documentaire et introspective. Ce projet est salué pour proposer « un portrait de l’institution judiciaire à travers ses acteurs, ses justiciables, ses lieux symboliques magnifiques ou miséreux ». Le livre est présenté en parallèle d’une exposition à la Galerie Clémentine de la Féronnière.

## Style et influences
Klotz revendique l’influence de photographes américains comme William Eggleston, Joel Meyerowitz, Stephen Shore et Lewis Baltz. Il travaille en format moyen, avec une lumière naturelle et un cadrage frontal. Son approche se situe entre documentaire, mémoire et abstraction.

## Expositions (sélection)
- 2019 – Northscape, Galerie Eva Meyer, Paris
- 2021 – I’ll Never Be Young Again, Galerie Nathalie Obadia, Paris
- 2022 – Justice, Galerie Clémentine de la Féronnière, Paris
- 2023 – Paris Photo, Fisheye Gallery
- 2024 – Musée Réattu, Arles (exposition collective)

## Publications
- Northscape, Éditions EYD, 2019
- Ève, la montagne et la jeune fille, Éditions EYD, 2021
- Justice, Maison CF, 2022

## Vie personnelle
Thomas Klotz vit à Paris. Il est père de trois enfants. Sa fille aînée, atteinte de TDAH, est au centre de son livre Ève, la montagne et la jeune fille. Il partage sa vie avec l'avocate Vanessa Boussardo, ancienne membre du Conseil de l’ordre, vice-bâtonnière du Barreau de Paris depuis janvier 2024 et présidente de l’EFB. Il reste très attaché au Nord de la France, soutient le RC Lens, et se passionne pour l’art contemporain.